# Jacques Fauché
Jacques Fauché, né le 2 octobre 1927 à Lézat-sur-Lèze (Ariège) et mort le 13 juin 2013 à Muret (Haute-Garonne),, est un peintre français.

## Biographie
Ses parents sont épiciers. Il fait des études secondaires au lycée à Toulouse, puis intègre l'école des beaux-arts de Toulouse où il suit l'enseignement de Raoul Bergougnan et de Raymond Espinasse.
À la Libération, il fait partie des mouvements d'avant-garde qui rejettent l'enseignement sclérosé de l'académisme. Sa peinture tend vers la géométrie et les aplats de couleur, sur laquelle il travaille de manière très poussée. En même temps, il revendique son « occitanéité » et accompagne les mouvements occitanistes pour qui il réalise de nombreuses illustrations d'ouvrages littéraires ou autres. Il expose régulièrement dès 1950. Il participe notamment au salon Présence-1 qui débute au Palais des Arts de Toulouse, le 9 décembre 1950, et qui regroupe les artistes de ce qu'on pourra appeler la jeune école toulousaine.
En 1951, à la demande de l'abbé Casy Rivière, figure locale d'envergure, il décore l'église de La Bastide-de-Besplas (Ariège), avec Pierre Igon, Pierre Saint-Paul et Raymond Clerc-Roques.
Commandée par Jean-Baptiste Doumeng dit « le milliardaire rouge », il a réalisé une série de 12 tableaux sur la croisade contre les Albigeois.
Il s'installe à Bérat (Haute-Garonne). Il réalise de nombreuses décorations d'églises et de groupes scolaires.
De 1960 à 1992, il est professeur à l'école supérieure des beaux-arts de Toulouse, en décoration et peinture, ainsi qu'enseignant en couleur à l'école d'architecture. Son activité, tant en expositions qu'en colloques et activités pédagogiques, est intense.
Une exposition et une conférence commémoratives sont organisées en 2023 à Bérat pour le dixième anniversaire de sa mort.